# Fritz Blaschke
Fritz Blaschke (Breslau, 19 februari 1899 – Oldenburg, 14 januari 1968) was een Duitse voetballer en trainer. .
Blaschke begon zijn carrière bij de jeugd van Breslauer SpVgg 05. In 1919 maakte hij de overstap naar Vereinigte Breslauer Sportfreunde. Reeds in zijn eerste seizoen werd hij met deze club kampioen van Zuidoost-Duitsland. Na een overwinning op SC Union 06 Oberschöneweide bereikte de club de halve finale om de Duitse landstitel, een van de beste prestaties uit de geschiedenis van de stad. Met de Sportfreunde speelde hij vier keer de Duitse eindronde en in 1924 maakte hij de overstap naar stadsrivaal Breslauer SC 08. 
In 1929 versloeg hij met zijn club FC Bayern München in de kwartfinale van de eindronde. In de halve finale ging de club echter met de billen bloot tegen SpVgg Fürth na een zware 6-1 nederlaag. In 1932 beëindigde hij zijn carrière.
Na de verdrijving na de oorlog vestigde hij zich in Oldenburg, waar hij in 1948/49 een seizoen trainer was bij VfB Oldenburg.